# Boullay-les-Troux
Boullay-les-Troux é uma comuna francesa na região administrativa da Ilha de França, no departamento de Essonne. Estende-se por uma área de 4.80 km². Em 2010 a comuna tinha 668 habitantes (densidade: 139,2 hab./km²).